# Баландина, Галина Александровна
Галина Александровна Баландина (в девичестве Мезенцева; 13 августа 1979) — российская биатлонистка, неоднократная чемпионка и призёр чемпионата России, участница Кубка Европы. Мастер спорта России международного класса.

## Биография
В разные периоды своей карьеры представляла Чувашию, Свердловскую область и Ханты-Мансийский автономный округ. Выступала за спортивный клуб Вооружённых Сил. Тренеры — Михаил Викторович Шашилов, Степан Никонорович Богатырёв.
На уровне чемпионата России становилась чемпионкой в гонке патрулей (2002), командной гонке и гонке патрулей (2004), эстафете и смешанной эстафете (2005). В 2001 году завоевала серебро чемпионата страны в эстафете, в 2003 и 2005 годах была серебряным призёром в командной гонке, в 2008 году стала бронзовым призёром в командной гонке. В летнем биатлоне становилась чемпионкой России в эстафете в 2002 и 2003 годах.
В сезоне 2003/04 выступала на Кубке Европы на этапах в Валь-Риданна и Обертиллиахе, всего стартовала в четырёх гонках, лучший результат — 17-е место (дважды).
В 2004 году принимала участие в чемпионате Европы по летнему биатлону в Клаусталь-Целлерфельде, была седьмой в спринте и пятой — в гонке преследования.
Завершила спортивную карьеру в конце 2000-х годов.

## Личная жизнь
В середине 2000-х годов вышла замуж, фамилия в браке — Баландина. В семье трое детей.
Окончила Уральский государственный экономический университет.